# Turdoides leucocephala
Turdoides leucocephala е вид птица от семейство Leiothrichidae. Видът е незастрашен.

## Разпространение
Видът е разпространен в Еритрея, Етиопия и Судан.